# Tilbeşar
La fortalesa de Tilbeşar, anomenada Turbessel pels croats, Tell Bashir pels àrabs (en àrab تل باشر, Tall Bāxir) és un antic castell i ciutat avui al sud-est de Turquia, i antigament al comtat d'Edessa.
El tell o munt arqueològic se situa entre els pobles de Belören, Gündoan i Yeniköy al districte d'Oğuzeli de la província de Gaziantep a Turquia, a 28 km al sud-est de Gaziantep, a la vall del del riu Sajur, ric en jaciments arqueològics- El Sajur és un afluent de la dreta de l'Eufrates al que s'uneix a Síria. Aquesta vall és una ruta natural per anar de l'alta Mesopotàmia cap a la plana anatòlia la qual cosa marca el valor estratègic de la posició de la fortalesa de Tilbeşar.

## Història
El lloc de Tilbeşar es presenta sota la forma d'un pujol de 40 metres d'altura a la riba del Sajur. Fou ocupat des del Neolític (sisè mil·lenni aC) i té importants vestigis del Calcolític (quart mil·lenni aC).
Durant el període del bronze mitjà, es desenvolupa una ciutat al peu del tell, que s'estén per unes 56 hectàrees (vers 2600 aC). La vila fou especialment pròspera del 2400 al 2300 aC. El lloc va conèixer un primer eclipsi al voltant de 2300/2200 aC i una altra el 2100/2000 aC, per renéixer vers el 1800 aC; finalment fou abandonada cap a 1600 aC.

### Turbessel
La ciutat va recuperar importància durant el període medieval als segles xi i xii. Sota el nom de Turbessel, la fortalesa fou temporalment la residència dels comtes d'Edessa i seu d'una senyoria del 1102 al 1113.
El 1096 la posseïa Yaghsiyam, l'amir seljúcida d'Antioquia, quan se'n va apoderar Ridwan ibn Tutush.
El 1097, durant la primera croada, Balduí de Boulogne, germà de Jofré de Bouillon prengué les fortaleses de Ravendel (al-Rawandan) i Turbessel, que va deixar en feu als seus aliats armenis que l'havien guiat. Fou cridat a Edessa per l'armeni Toros que amenaçat pels Seljúcides li va demanar ajut. Balduí respongué a aquesta crida i es va fer adoptar finalment com a successor de Toros. A la mort de Toros, Balduí va esdevenir comte d'Edessa (1098). Els romans d'Orient, que tenien Marash sota el seu control des de 1097, havien nomenat allí un governador armeni, Thatoul, però els croats volien aquesta fortalesa; en primer lloc, Bohemon de Tàrent tractà de prendre Marash el 1100, abans de ser cridat en socors de Malatya i capturat pels turcs. Aleshores, Joscelí de Courtenay, que va arribar a la croada el 1101, s'apoderà de la vila, que esdevingué comtat tributari. El 1100, en el moment de la mort de Jofré de Bouillon, Balduí de Boulogne va recollir la successió a Jerusalem i va confiar el comtat d'Edessa al seu cosí Balduí del Bourg. El cosí d'aquest, Joscelí I d'Edessa, comte de Marash, va rebre de Balduí II d'Edessa la senyoria de Turbessel (1102).
Balduí II i Josceli van participar en l'expedició del príncep d'Antioquia contra Haran, però foren derrotats el 7 de maig del 1104 i Balduí II i Joscelí de Courtenay foren capturats. Durant la captivitat de Balduí II i de Joscelí la regència dels seus dominis la va tenir Tancred que va exercir igualment la regència del principat d'Antioquia; no podent amb tot va confiar Edessa i Turbessel a Ricard de Salern. Balduí II i Joscelí de Courneay foren alliberats en 1108, retornaren a Edessa i en reprengueren el control, però les exaccions (impostos) de Tancred i de Ricard de Salern, mentre durà llur captivitat, així com la poca pressa per negociar el seu alliberament, que finalment es va produir sense el seu ajut, suscitaren llur còlera, i es posaren contra el principat d'Antioquia. Aliat amb Jawali Saqawa, atabeg de Mossul, Balduí i Joscelí van envair el principat d'Antioquia, però foren repel·lits per Tancred amb 1500 cavallers francs, i que estava a més aliat amb Fakhr-al-Mulk Ridwan ibn Tutuix, soldà d'Alep, que li va enviar 600 cavallers turcs. Tancred no s'atreví a perseguir-los, tement l'arribada d'un exèrcit de socors conduït per Jawali.
A partir de 1110, Mawdud ibn Altuntash, atabeg de Mossul, va reprendre l'ofensiva contra els francs i va atacar el comtat d'Edessa. Mawdud va intentar assetjar de manera successiva Edessa i després Turbessel, però va haver d'aixecar el setge cada vegada, i Josselin aconseguí en una sortida sorprendre la rereguarda de l'exèrcit turc mentre es retirava.
Un dia de l'any 1113, uns missatgers enviats per Balduí II d'Edessa al príncep d'Antioquia van fer parada a Turbessel. Allí Joscelí els va parlar de la situació econòmica i els va manifestar que el comtat d'Edessa estava arruïnat, proposant-los passar al seu servei. Assabentat d'aquesta traïció, Balduí es va enfurismar contra el seu ingrat cosí; sabent que no podria conquerir Turbessel, va fer veure que estava malalt i va cridar a Joscelí a Edessa aparentment per nomenar-lo com el seu successor al comtat; però en arribar fou empresonat i obligat a renunciar a la senyoria.
Aprofitant-se de la presència de Balduí a Turbessel, els armenis d'Edessa intentaren de nou lliurar la vila a Mawdud, però el complot fou descobert i Balduí ordenà, l'11 de maig del 1113, que tots els armenis fossin expulsats de la ciutat. Al febrer de 1114 se'ls perdonà i els permeté de retornar a la vila.
El 1144 el comte d'Edessa, que llavors era Joscelí II, es va retirar a Turbessel. Zengi, atabeg de Mossul i d'Alep, va assetjar Edessa (29 de novembre), que finalment va conquerir a finals de desembre. Zengi fou assassinat el 1146. El seu fill Nur ad-Din el va succeir com emir d'Alep. Joscelí II va intentar recuperar Edessa des de Turbessel, però només ho va aconseguir per poc temps (27 d'octubre de 1146 a 2 de novembre de 1146).
El 1147, la segona croada, dirigida pel rei de França Lluís VII i per Conrad III de Hohenstaufen emperador germànic, va desembarcar a Síria. En lloc d'atacar Nur-ad-Din Mahmud, que representava el verdader perill per als estats francs, els croats preferiren fer el pelegrinatge a Jerusalem i després intentaren prendre Damasc, l'emir de la qual era un aliat tradicional dels francs. Aquesta poca traça reforça el sentiment anticristià dels damascens. Muín-ad-Din Únur de Damasc va resistir el setge i va demanar ajut a Nur-ad-Din Mahmud que va arribar aviat amb el seu exèrcit. Per evitar que Damasc caiguera sota el control del zengita, els croats van haver d'aixecar el bloqueig. El soldà de Rum Masud I va atacar i ocupar el nord del que quedava del comtat d'Edessa. Nur ad-Din Mahmud va assetjar Turbessel, però l'arribada de Balduí III de Jerusalem el va obligar a aixecar el setge. El comte Joscelí II fou capturat poc després, el 4 de maig de 1150, quan anava cap a Antioquia, i Turbessel fou novament assetjada, però es va defensar amb aferrissament sota la direcció de la comtessa Beatriu d'Édesse i va poder rebutjar l'atac, però, comprovant que no podria defensar sempre la ciutadella, i amb l'acord del rei, va cedir el que quedava del comtat als romans d'Orient; aquests darrers no obstant es van revelar incapaços de defensar la ciutat i l'amir Hanas, un lloctinent de Nur ad-Din Mahmud, la va conquerir el 12 de juliol de 1151.
El 1176, junt amb altres fortaleses del nord de Síria (especialment Ayn Tab) fou donada en feu al aiubita Saladí, però va quedar en mans del governador zengita Badr-ad-Din Duldirim al-Yaruki, al que Saladí havia confirmat i que la va conservar fins al 1218/1219 quan fou ocupada pel sultà de Rum, Izz-ad-Din Kaykaus I. No va trigar a perdre-la enfront del príncep aiubita al-Àixraf Musa ibn al-Àdil que va governar entre 1227 i 1229 per després agafar el tron a Damasc, i la va cedir al regent d'Alep Toghrul Xihab-ad-Din que governava en nom del menor al-Aziz ibn adh-Dhàhir (1216-1236) a la mort del qual la va voler recuperar però es va posar malalt i va morir poc després (1237) i també va morir al-Kàmil ibn al-Àdil d'Egipte, i el fill d'al-Aziz, an-Nàssir Yússuf ibn al-Aziz la va poder conservar. El 1240 fou atacada pels khwarizmites que foren rebutjats; el 1248 an-Nàssir la va bescanviar amb algunes possessions d'al-Àixraf ibn al-Mansur d'Homs. Aquest va retre homenatge a Hulegu el 1260 i va salvar la ciutat, però tres anys després el principat d'Homs fou annexionat pel sultà mameluc d'Egipte i la fortalesa fou desmantellada al cap d'uns anys, abans del final del segle xiii.
Despoblada progressivament avui no queda gaire cosa de l'antiga ciutat, sent principalment visible la fortalesa.